# Paraflatoides bimaculata
Paraflatoides bimaculata är en insektsart som först beskrevs av Melichar 1902.  Paraflatoides bimaculata ingår i släktet Paraflatoides och familjen Flatidae. Inga underarter finns listade i Catalogue of Life.